# 断面 (位相幾何学)

束 p: E → B の切断 s は底空間 B と E の部分空間 s(B) とを同一視する方法を与える。

R^{2} におけるベクトル場の例。接ベクトル束の切断とは、実はベクトル場のことである。

位相幾何学の分野におけるファイバー束の断面（だんめん）あるいは切断（せつだん、英: section）若しくは横断面 (cross-section) とは、底空間をファイバー束の中に実現する写像或いはその像をいう。

## 導入
切断というのは函数のグラフのある種の一般化である。函数 g: B → Y のグラフは、B と Y の直積 E = B × Y に値を持つ写像
{\displaystyle s\colon B\to E;\quad x\mapsto s(x)=(x,g(x))\in E}
に同一視することができることに注意しよう。ここで π: E → B を直積の第一成分への射影、つまり π(x,y) = x を満たすものとすれば、「グラフ」は π(s(x)) = x を満たす写像 s の総称と捉えることができる。
E がファイバー束、つまり E が全体として直積の形をしているとは限らないときを考えよう。(x,g(x)) のような元の組で表示することはできないので、前述のもうひとつの方法、つまりある条件を満たす写像として「g のグラフ」を記述することになる。位相空間 B を底空間とするファイバー束 π: E → B について、その切断とは連続写像 s: B → E であって、B の各点 x において必ず π(s(x)) = x を満たすものをいう。これは「切断とはすべてのファイバーの各々について点をひとつずつ選ぶことによって定まる写像のことである」といっても同じである（条件 π(s(x)) = x は単に底空間 B の各点 x に対して対応する点 s(x) は x 上のファイバーからとるという意味になることに注意）。
例えば E がベクトル束のとき、E の切断とは B の各点 x で x をそれに付随するベクトル空間 Ex の元に対応させるものである。特に、可微分多様体 M 上のベクトル場というのは M の各点にその点における接ベクトルを選んで対応付けるものであるから、ベクトル場とは M の接束の切断のことであると言うことができる。同様に M 上の一次微分形式 (1-form) は余接束の切断と言い換えられる。

## 局所切断と切断の層
ファイバー束はその底空間全域で定義される切断（大域切断、global section）を一般には持たないが、それゆえ局所的にのみ定義される切断というものを考えることも重要である。ファイバー束 (E, π, B) の（連続な）局所切断 (local section) とは、U を底空間 B の開集合とするときの連続写像 s: U → E であって、束射影 π について U のすべての元 x に対して π(s(x)) = x をみたすようなものを言う。(U, φ) が E の局所自明化（つまり F をファイバーとして φ が π−1(U) から U × F への同相写像を与えるもの）とするとき、U 上の局所切断は常に存在して、それは U から F への連続写像と一対一に対応する。このような局所切断の（U を任意に動かすときの）全体は底空間 B 上の層を成し、ファイバー束 E の切断の層 (sheaf of sections) と呼ばれる。
ファイバー束 E の開集合 U 上の連続（局所）切断全体の成す空間はときに C(U,E) とも表され、また E の大域切断全体の成す空間はしばしば Γ(E) や Γ(B,E) と表される。

## 大域切断と特性類
切断はホモトピー論や代数的位相幾何学で扱われるが、そこでは大域切断が存在するか否か、存在するとすればどのくらい存在するかといったことが主要な研究目的の一つであり、層係数コホモロジーや特性類の理論が展開される。例えば、主束が大域切断を持つ必要十分条件はそれが自明束となることである。また例えば任意のベクトル束は必ず零切断と呼ばれる大域切断を持つが、至る所消えないような切断を持つのはそのオイラー類が零である場合に限られる。

## 滑らかな切断
（特に主束やベクトル束の）切断は微分幾何学においても非常に重要な道具である。この場合は底空間 B が滑らかな多様体 M で、全空間 E が M 上の滑らかなファイバー束（つまり、E は滑らかな多様体で束射影 π: E → M は滑らかな写像）であるものと仮定するのが普通である。このような設定のもとでは、開集合 U 上の E の滑らかな切断全体の成す空間 C∞(U,E) を考えることができる。また、もっと中間的な正則性（滑らかさ）を持つ切断（例えば、Ck-級切断とか、ヘルダー条件やソボレフ空間における意味での正則性を持つ切断）を考えることも幾何解析においては有用である。